# تي إس جي إنترتينمينت
تي إس جي إنترتينمينت أو تي إس جي للمواد الترفيهية (بالإنجليزية: TSG Entertainment)‏ هي شركة إنتاج سينمائي.

## من أفلام الشركة
- الوولفيرين
- بزوغ كوكب القردة
- فنتاستك فور
- ديدبول
- حرب لأجل كوكب القردة

## وصلات خارجية
- تي إس جي إنترتينمينت على موقع IMDb (الإنجليزية)
- الموقع الرسمي